# Agraecina hodna
Espèce
Agraecina hodna est une espèce d'araignées aranéomorphes de la famille des Liocranidae.

## Distribution
Cette espèce est endémique d'Algérie. Elle se rencontre dans la wilaya de M'Sila.

## Description
Les mâles mesurent de 3,1 à 4,6 mm et la femelle 6,2 mm.

## Étymologie
Son nom d'espèce lui a été donné en référence au lieu de sa découverte, Chott el Hodna.

## Publication originale
- Bosmans, 1999 : The genera Agroeca, Agraecina, Apostenus and Scotina in the Maghreb countries (Araneae: Liocranidae). Bulletin de l'Institut Royal des Sciences Naturelles de Belgique, vol. 69, p. 25-34.